# Уосатч-Маунтин
Уосатч-Маунтин (англ. Wasatch Mountain State Park, рус. Парк штата «Гора Уосатч») — один из 43 парков штата Юты, расположенный в долине Хебер в округе Уосатч (штат Юта, США).
Парк имеет площадь 87,38 км², что делает его вторым по площади парком штата Юты (после парка «Остров Антилоп»). Уосатч-Маунтин был основан в 1961 году, открыт для посещения в 1968 году. Ближайший город — Мидуэй. Своё название получил в честь горного хребта, в пределах которого расположен.
В парке в большом количестве обитают олени, лоси, вапити, дикие индейки. Организованы маршруты и места для походов, пикников (139 мест для кемпинга), прогулок, езды на внедорожниках и снегоходах, верховой езды, лыжных видов спорта (Soldier Hollow), тюбинга. Есть поле для гольфа. Функционируют много объектов, построенных к Олимпиаде-2002.
Из достопримечательностей парка можно отметить отреставрированный классический деревянный овин 1890-х годов постройки, яблочный сад возрастом около 100 лет, историческую сельскую усадьбу и маслобойню.